# Nick The Nightfly
Nick The Nightfly, pseudonimo di Malcolm MacDonald Charlton (Glasgow, 28 aprile 1957), è un disc jockey, cantante e musicista britannico.

## Biografia
Nato da madre irlandese e padre scozzese, crebbe ad Edimburgo dove giocava nella nazionale scozzese Under 18 di calcio e dove divenne campione giovanile di badminton. Studiò chitarra ed esibendosi nei locali inglesi conobbe alcuni musicisti bresciani che lo invitarono in Italia; visse dapprima a Brescia,esattamente  a Cailina  di Villa Carcina,nel 1982, dove insegnò inglese,  quindi a Milano dove assunse il suo attuale nome d'arte, ispirato all'album The Nightfly di Donald Fagen.
La sua carriera nelle radio iniziò come autore quando Radio Monte Carlo gli chiese di comporre un jingle pubblicitario. Nei primi anni '90 ideò Monte Carlo Nights, lo show radiofonico serale che tuttora conduce. Durante il programma, dedicato a musica alternativa come jazz, new age, ambient, world music e lounge, Nick ospita e intervista musicisti internazionali con i quali spesso si esibisce in diretta. Alla fine degli anni '90 ha condotto con Renzo Arbore Aperitivo con Swing su Radio Capital, un programma dedicato alla musica swing e jazz. Dal 1998, sempre su Radio Capital, ha condotto i programmi Capital Nightfly e Navigator (il sabato notte).
Parallelamente all'attività di conduttore radiofonico si dedica anche a quella discografica, sia come produttore che come cantante. Ha curato oltre venti compilation di artisti vari (sotto le egide The Nightfly e Monte Carlo Nights). Come interprete e compositore ha invece pubblicato due album da solista e tre con la Monte Carlo Nights Orchestra, la big band da lui fondata. Come autore ha inoltre composto il brano Semplicemente (testo di Maurizio Costanzo), cantato da Andrea Bocelli.
In televisione ha condotto la trasmissione musicale di Italia 1 Jammin con Federica Panicucci. Sempre su Italia 1 ha presentato con Afef Jnifen Montecarlo Hits, una trasmissione di musica e moda realizzata nel Principato di Monaco. Su TELE+ ha presentato l'Heineken Jammin Festival in diretta TV dall'Autodromo di Imola. È stato ospite di programmi televisivi come il Maurizio Costanzo Show, Nonsolomoda e Kitchen.
Nel 2003 è divenuto direttore artistico del locale di musica jazz Blue Note Milano.
Nel 2011 ha fondato e diretto The Nightfly Jazz Festival On The Beach di Lignano Sabbiadoro.
Nel 2021 prende parte all'album Dare di Mario Biondi interpretando il brano Show Some Compassion arrangiato da Marcello Sutera insieme a Mario Biondi e ad altri artisti quali Chuck Rolando, Annalisa Minetti, Enzo Avitabile, Dodi Battaglia, Sarah Jane Morris, Jeff Cascaro, Alain Clarke, Paulo Gonzo, Luna e Omar.

## Vita privata
È sposato con una donna palermitana e ha due figlie.

## Discografia

### Nick The Nightfly
- 1995 – Don't Forget (RTI Music)
- 2010 – Nice One  (Edel Local)
- 2018 – Be Yourself (Incipit)

### Nick The Nightfly and the Monte Carlo Nights Orchestra
- 2004 – Live At The Blue Note (Edel Local)
- 2008 – The Devil (Edel Local)
- 2011 – Swing & Sing Live (Edel Local)

## Premi e riconoscimenti[10]
- 1995: Telegatto come "Migliore voce della notte radiofonica italiana".
- 1996: Tao D'oro.
- 1996: Bybloscar come "Miglior DJ radiofonico".
- 1998: Bybloscar come "Miglior programma Radio TV" a "Monte Carlo Nights".
- 2008: Radio Grolle - Saint Vincent per la radio come "Migliore trasmissione della notte" a "Monte Carlo Nights".
- 2016: Cuffie D'oro - Trieste per Miglior programma radiofonico notturno "Monte Carlo Nights".